# Шевриер
Шевриер (фр. Chevrières) — коммуна во Франции, находится в регионе Рона — Альпы. Департамент коммуны — Изер. Входит в состав кантона Сюд Грезиводан. Округ коммуны — Гренобль.
Код INSEE коммуны — 38099. Население коммуны на 2012 год составляло 685 человек. Населённый пункт находится на высоте от 310  до 661  метров над уровнем моря. Муниципалитет расположен на расстоянии около 470 км юго-восточнее Парижа, 75 км юго-восточнее Лиона, 35 км западнее Гренобля. Мэр коммуны — Jean-Michel Rousset, мандат действует на протяжении 2014—2020 гг.
Динамика населения (INSEE):